# Idioma hanunuo
Hanunuo, o Hanunó'o (pronunciado: hanunuʔɔ), es un idioma hablado por los mangyan de la isla de Mindoro en Filipinas. 
Se escribe en un sistema propio derivado de los alfabetos bráhmicos.

## Distribución
Barbian describió en 1977 los siguientes lugares donde existen hablantes:
- Barrio Tugtugin, San Jose (Mindoro Occidental) (en el río Caguray superior)
- Bambán, Magsaysay (Mindoro Occidental) (junto con el Ratagnon y residentes de Bisay)
- Barrio Panaytayan, Mansalay (aproximadamente a  5 km de la autopista en la montañas al sudoeste de Mansalay)